# Hietaluoma (sjö i Kuusamo, Norra Österbotten)
Hietaluoma är en sjö i kommunen Kuusamo i landskapet Norra Österbotten i Finland. Arean är 41 hektar och strandlinjen är 4,14 kilometer lång. Sjön  ingår i Ijo älvs huvudavrinningsområde.   Den ligger omkring 210 kilometer öster om Uleåborg och omkring 670 kilometer norr om Helsingfors. 